# South Dayton
South Dayton est un village situé dans le comté de Cattaraugus, dans l'État de New York, aux États-Unis,. En 2020, il comptait une population de 564 habitants, estimée au 1er juillet 2021 à 558 habitants. Le village est incorporé en 1915.

## Démographie
Lors du recensement de 2020, le village comptait une population de 564 habitants. Elle est estimée, en 2021, à 558 habitants.